# 18.5×55mm弾
18.5x55mm弾は、ロシアで開発された低致死性特殊弾である。

## 概要
ロシア国内において比較的容易に所持、携帯が許可される低致死性の小型拳銃であるオサー・ピストル使用を目的として開発された。

### 仕様
弾頭部分は薬莢頂部から露出しておらず、アルミニウム製の薬莢自体の長さは、民間向けの物が55mm長、軍・警察向けの物が70mm長である。プライマーは通常のハンマー等の打撃による発火方式ではなく、通電によって発火させるエレクトリック方式となっている。

## 各種弾薬

### 民間向け

#### 18.5x55mm T
低致死性のラバースラッグ弾を備えた弾薬。このラバースラッグ弾には金属製の弾芯が補強のために入れられており、目標に命中すると衝撃によるショック反応を引き起こす。

#### 18.5x55mm SZ
特殊な炸薬によって非常に強力な閃光と音響を放つフラッシュバン弾。

#### 18.5x55mm S
信号弾。黄、赤、緑のフレア弾を発射する。

#### 18.5x55mm O
照明弾。105カンデラもの光度を誇る閃光を放つ。

### 軍・警察向け

#### 18.5x70mm SH
鉛製の散弾を備えた弾薬。

#### 18.5x70mm T
民間向けの物と同じく、ラバースラッグが備えられているが、発射薬の量が増している分、命中した際の衝撃力も向上している。

#### 18.5x70mm AP
徹甲弾頭を備えた高い貫通力を持つ弾薬。